# Partij één
Partij één is een voormalige Nederlandse politieke partij die meedeed met de Tweede Kamerverkiezingen van 2010.

## Achtergrond
De partij is ontstaan uit een politieke netwerkorganisatie, die in 2007 werd opgericht door de Turks-Nederlandse Yesim Candan. De kandidatenlijst voor de Kamerverkiezingen van 2010 werd aangevoerd door zeven vrouwen, met Candan als lijsttrekker. Rabbijn Awraham Soetendorp fungeerde als lijstduwer op de kandidatenlijst.
Candan verwierf eerder bekendheid met de wedstrijd 'Inspiratie voor Integratie', gericht op het introduceren van rolmodellen voor biculturele Nederlanders.
Partij één opereerde vanuit de waarden 'verantwoordelijkheid, duurzaamheid, respect, verbinding en positiviteit'. Volgens haar beginselverklaring geloofde Partij één niet in een indeling van politieke partijen in een schema van links tot rechts.

## Organisatie
De organisatie bestond uit een kernbestuur, themagroepen en een adviesraad. Het kernbestuur bestond uit vier leden - twee bestuurlijk, de lijsttrekker en een kandidaat. De themagroepen adviseerden het algemeen bestuur over specifieke thema's, waaronder nieuwe energie, gezondheidszorg, nieuwe economie en duurzaamheid. De adviesraad bestond zowel uit leden als niet-leden. Deze adviseerden de partij over hun vakgebieden. Zo was Herman Wijffels klankbord voor Partij één op het gebied van economie en duurzaamheid.
Bij de Kamerverkiezingen op 9 juni 2010 haalde Partij één 2042 stemmen ofwel 0,02% van het totaal; ruimschoots te weinig voor een Kamerzetel.